# 山中康豊
山中 康豊（やまなか やすとよ、生没年不詳）は、戦国時代から安土桃山時代にかけての武将。後北条氏の家臣。相模三浦衆筆頭・評定衆を務めた。

## 生涯
康豊は、後北条家臣で天文年間前半に名がみえる山中修理亮の嫡子と推定される。
康豊の史料上の所見は弘治元年（1555年）11月、相模赤田村八幡宮棟札銘にみえるものである。また、永禄2年（1559年）の「役帳」では、康豊は三崎城代・三浦衆の筆頭に見え、相模国中郡串橋、東郡善柵、三浦郡三崎ノ内の合わせて、知行高168貫を領している。
永禄9年（1566年）8月28日付けで、康豊は三浦郡内の寺院同士の相論について、北条家裁許朱印状に署判しており、評定衆も務めている。
永禄10年（1567年）から三浦郡の支配は北条氏康の子・北条氏規が管轄するが、康豊はそのまま三浦衆筆頭として氏規の重臣となっている。天正11年（1583年）7月が終見。